# Filippo Vassalli
Filippo Vassalli (Roma, 7 settembre 1885 – Roma, 16 maggio 1955) è stato un giurista italiano, conosciuto per il ruolo avuto nella stesura del codice civile italiano del 1942.
Civilista, fu padre di Giuliano nonché nonno paterno di Francesco Vassalli e nonno materno di Filippo Chiomenti, che hanno seguito le sue orme.

## Biografia
Figlio di Telemaco Vassalli e Adele Giovacchini, dopo aver concluso gli studi classici a Firenze si iscrive alla Regia Università degli Studi di Siena, dove si laurea in giurisprudenza il 3 luglio 1907 con pieni voti e lode, con una tesi sul concetto e la natura del fisco.
Negli anni venti ha fondato a Roma lo Studio Legale Vassalli, tuttora attivo.
Dal 1928 al 1942 ha coordinato - presiedendone le commissioni e molte delle sottocommissioni istruttorie - i lavori preparatori del codice civile italiano del 1942, in gran parte tuttora in vigore; peraltro, ha redatto di suo pugno intere parti dello stesso codice (ad esempio, quelle sulla proprietà tuttora in vigore), avvalendosi della collaborazione dell'allievo Rosario Nicolò.
Dopo aver insegnato diritto romano alle università di Camerino, Perugia e Cagliari, è stato professore di diritto civile a Genova, Torino e infine, nel 1930 viene trasferito presso la facoltà di Giurisprudenza dell'università "La Sapienza" di Roma, di cui fu anche preside dal 1944 fino alla sua scomparsa, avvenuta nel 1955, all'età di 69 anni. 
È stato anche Presidente della Commissione Centrale Forense e Giudice dell'Alta Corte per la regione siciliana.
Ha diretto il Trattato di Diritto Civile Italiano, che prende il nome da lui.
Ha lasciato una testimonianza preziosa dell'attività di codificazione, comprensiva degli epistolari con i ministri guardasigilli, con i funzionari ministeriali, con i membri delle commissioni, eccetera, materiale che è stato riordinato in un apposito catalogo pubblicato nel 2000. 
A Roma, nella sede della Biblioteca del Senato in piazza della Minerva, si trova una sala a lui intitolata, dove si conserva una raccolta di opere di diritto comune e canonico, di epoca compresa fra il XVI e XIX secolo, donata dal figlio Giuliano.